# アグレ (企業)
アグレ（AGRE Empreendimentos Imobiliários S.A）は、ブラジルで最大規模の不動産開発業者である。本社をサンパウロに置き、中級あるいはそれよりも所得が高いアッパーミドルといわれる所得層向けの住宅開発を得意としている。また、アグレは、富裕層向けあるいは、中間層よりもやや所得が低いロウワーミドル向けの不動産開発にも参画しており、ホテル事業にも参加している。
アグレは、サンパウロ、リオデジャネイロ、サルヴァドール、レシフェを中心に活動しており、特に大サンパウロ都市圏では、ABC地域（en、サントアンドレ、サンベルナルド・ド・カンポ、サン・カエターノ・ド・スウ）と呼ばれている産業都市群及びバイシャーダ・サンティスタ（en）と呼ばれているサンパウロとサントスの間の一帯の開発に強い。
2009年に設立された会社であるが、Agra、Abyara、Klabin Segallの3社が合併して誕生した会社である。アグレの主要株主は、スペイン人の億万長者であるエンリケ・バニューエロスである。